# 엄사면
엄사면(奄寺面)은 대한민국 충청남도 계룡시의 면이자 계룡시의 중심지이다.
번영로, 엄사중앙로 등이 관통하고 있어 교통이 편리하다.

## 개요
엄사면은 1991년 개발을 시작한 이래로 면사무소가 위치한 엄사리 일대는 금암지구(금암동)와 함께 3군본부 인근 최대의 주거밀집지역으로 성장했다.
엄사면은 아산시 신창면, 탕정면에 이어 충청남도에서 세 번째로 인구가 많다.

## 역사
- 2006년 3월 2일 : 두마면에서 분리, 신설.

## 법정리
- 광석리(光石里)
- 도곡리(道谷里)
- 엄사리(奄寺里): 행정복지센터 소재지
- 유동리(柳洞里)
- 향한리(香汗里)